# Côte (corail)
Pour les articles homonymes, voir Côte.

Détail d'un lumen faisant apparaitre la construction par strate.

Une côte est le nom donné chez les scléractiniaires au prolongement d'un septe à l'extérieur du calice,.